# Fédération danoise des échecs
La fédération danoise des échecs (en danois : Dansk Skak Union (DSU), union danoise des échecs) est une fédération chargée d'organiser le jeu d'échecs au Danemark.
Elle est fondée en 1903. Elle compte 4 000 membres répartis en 138 clubs en 2020.
La DSU est membre de la fédération international des échecs (FIDE) depuis 1926.
Parmi ses compétences, elle est chargée d'organiser le championnat du Danemark d'échecs, le championnat du Danemark d'échecs des clubs, ainsi que de l'organisation des échecs par correspondance sur tout le territoire danois.
Elle édite le journal Skakbladet.